# ポロ州
ポロ州（ポロしゅう、Région du Poro）はコートジボワール共和国北部のサヴァヌ地方中部の州。
州都はコロゴ。
2014年の人口は約76.4万人。

## 地理
- 北：マリ共和国
- 東：チョロゴ州
- 南東：ハンボル州
- 南：ベレ州
- 西：バゴウェ州

## 行政区画
- Dikodougou
- Korhogo
- M'Bengué
- Sinématiali